# Асена, Инджи
Инджи Асена (тур. İnci Asena, род. 1948, Стамбул) — турецкая поэтесса и издатель, Мисс Турция 1966 года.

## Биография
Родилась у Мухтара и Нихаль в Стамбуле, Турция, в 1948 году. Младшая сестра известной журналистки Дуйгу Асена. Окончила школу английского языка Стамбульского университета.
В 1966 году участвовала в конкурсе красоты «Мисс Турция» под псевдонимом Айлин Ондерсев (настоящее имя её тети, умершей молодой) и выиграла заняла в нём первое место. Вышла замуж за журналиста Халита Чапына и родила дочь по имени Берфу; брак вскоре закончился разводом.

## Литературная карьера
В 1990 году основала издательскую компанию «Adam Yayınları». Стихи Асены появились в литературном журнале компании — «Adam Sanat». В некоторых своих стихах использовала псевдоним Ани Торос. Также писала книги и является членом Международного ПЕН-клуба.

## Книги
Инджи Асена написала следующие книги:
- 1992: Türk Yazınından Seçilmiş Aşk Şiirleri (сборник стихов)
- 1993: Türk Yazınından Seçilmiş Ayrılık, Özlem, Yalnızlık Şiirleri (сборник стихов)
- 1993: Tramvay Döşeriz Ay Döşeriz (поэзия)
- 1994: Dünya Yazınından Seçilmiş Mektuplar (сборник писем)
- 1996: Çıplak Bakamıyorum (поэзия)
- 1998: Üç Gün Paris: Fotoğraf Arkası Notları (Путешествия)
- 1999: Amsterdam’dan Fotoğraf Arkası Notları (Путешествия)
- 2000: Tutamadığım Sözler (поэзия)
- 2000: Yirminci Yüzyılda Yazınımıza Elverenler (сборник биографий)
- 2001: Maskeler (Рассказ)
- 2005: Aldanış (Роман)